# Burkardroth
Burkardroth är en köping (Markt) i Landkreis Bad Kissingen i Regierungsbezirk Unterfranken i förbundslandet Bayern i Tyskland.
Kommunen bildades 1 januari 1972 genom en sammanslagning av kommunerna Burkardroth, Frauenroth, Gefäll, Katzenbach, Lauter, Oehrberg, Stralsbach, Waldfenster, Wollbach bei Bad Kissingen och Zahlbach.